# براندان موريسون
براندان موريسون (بالإنجليزية: Brendan Morrison)‏ (و. 1975  م) هو لاعب هوكي الجليد كندي، ولد في بيت ميدوز، كولومبيا البريطانية، مركز لعبه هو مركز ‏.
.

## التعليم
تعلم في جامعة ميشيغان.

## روابط خارجية
- براندان موريسون على موقع دوري الهوكي الوطني (الإنجليزية)
- براندان موريسون على موقع قاعة مشاهير الهوكي (لاعب أن.إتش.أل) (الإنجليزية)
- براندان موريسون على موقع EliteProspects.com (الإنجليزية)
- براندان موريسون على موقع Eurohockey.com (الإنجليزية)
- براندان موريسون على موقع HockeyDB.com (الإنجليزية)
- براندان موريسون على موقع Hockey-Reference.com (الإنجليزية)